# Arcoppia cryptomeriae
Arcoppia cryptomeriae är en kvalsterart som först beskrevs av Durga Charan Mondal och Balsi Chand Kundu 1985.  Arcoppia cryptomeriae ingår i släktet Arcoppia och familjen Oppiidae. Inga underarter finns listade i Catalogue of Life.